# Autorrretrato (Chaplin - Uffizi 1)
Autorretrato é uma pintura da artista Élisabeth Chaplin conservada na prestigiosa Galeria dos Autorretratos da Galeria Uffizi, em Florença.
Outros 3 autorretratos de Chaplin também estão presentes nesta galeria.

## Descrição e Análise
Nesta obra, doada pela artista às Galerias Uffizi em 1974, juntamente com um grande conjunto de pinturas, aquarelas e desenhos, Elisabeth Chaplin retrata a si mesma com cerca de 12 anos, oferecendo ao observador um olhar muito calmo e sereno que revela sua franqueza e doçura juvenil. Em suas mãos, ela segura um pincel e uma paleta, revelando já a artista como pintora. Chaplin, aliás, começou a copiar as antigas obras-primas das galerias florentinas desde os treze anos de idade.
As cores utilizadas são muito quentes e a camada de pinceladas remete aos impressionistas, em particular Auguste Renoir e Mary Cassatt, mas também ao estilo tardio de Silvestro Lega. Sobre essa base sólida, desenvolveria sua pintura em formas sintéticas, inspirada em Maurice Denis, com quem colaboraria a partir de 1932, por meio de uma investigação íntima e pessoal sobre luz e cor, que já transparece aqui de forma condensada, na capacidade de distribuir com equilíbrio tanto a contraluz quanto os contrastes.